# Tore Rismo
Tore Rismo (Sørreisa, 29 gennaio 1961) è un ex calciatore norvegese, di ruolo centrocampista.

## Biografia
Quando aveva dodici anni, si trasferì in Belgio con la sua famiglia, per far ritorno in Norvegia tre anni più tardi.

## Caratteristiche tecniche
Era un centrocampista di corsa, dotato di un buon calcio.

## Carriera

### Giocatore

#### Club
Rismo cominciò la carriera con la maglia del Sørreisa, debuttando in prima squadra a sedici anni. Nel 1983, passò al Mjølner. Nel 1984, il Tromsø pagò 25.000 corone per acquistare due calciatori dal Mjølner, Per-Mathias Høgmo e lo stesso Tore Rismo: 20.000 servirono per il primo, 5.000 per il secondo. Il club militava, all'epoca, nella 2. divisjon e centrò la promozione nella massima divisione nel 1985. Il 1º maggio 1986 debuttò allora nella 1. divisjon, quando fu schierato titolare nel pareggio per 1-1 in casa del Kongsvinger. Fu titolare e autore di una rete nella finale di Coppa di Norvegia 1986, vinta per 4-1 sul Lillestrøm. Il 23 maggio 1987 siglò la prima rete nella massima divisione norvegese, nella sconfitta per 4-2 contro il Moss. Si ritirò appena ventinovenne, poiché diede la priorità alla famiglia e allo studio.

### Allenatore
Fu allenatore del Fløya nel campionato 2012. A fine stagione, manifestò inizialmente l'idea di abbandonare l'incarico. Successivamente cambiò idea e continuo a guidare la squadra anche per l'annata seguente.

## Palmarès

### Club

#### Competizioni nazionali
- Coppa di Norvegia: 1

Tromsø: 1986